# Kościół w Radomiu
Kościół w Radomiu – protestancki związek wyznaniowy założony w 1994 w Radomiu, należy on do nurtu ewangelikalnego-lokalnego.
Związek jest wpisany do rejestru kościołów i innych związków wyznaniowych pod poz. 87.  Starszym Kościoła jest Ludwik Bryła.